# Agrostis preissii
Agrostis preissii é uma espécie de gramínea do gênero Agrostis, pertencente à família Poaceae.